# Кропивне (Мядельський район)
Кропивне (біл. вёска Крапівна) — село в складі Мядельського району Мінської області, Білорусь. Село підпорядковане Слобідзькій сільській раді, розташоване в північній частині області.